# Naushonia crangonoides
Naushonia crangonoides is een tienpotigensoort uit de familie van de Laomediidae. De wetenschappelijke naam van de soort is voor het eerst geldig gepubliceerd in 1897 door Kingsley.